# Hidrolase
Hidrolases são enzimas que promovem a cisão de um material orgânico através da utilização de água.

## Nomenclatura
A determinação do nome das enzimas é normatizada por um comitê especializado , o Nomenclature Committee of the International Union of Biochemistry and Molecular Biology (NC-IUBMB).

### Classes de hidrolases
- EC3.1 - Hidrolases que atuam em ligações ester.
- EC3.2 - Glicosilases.
- EC3.3 - Hidrolases que atuam em ligações eter.
- EC3.4 - Peptidases.
- EC3.5 - Hidrolases que atuam em ligações nitrogênio-carbono não peptídeas.
- EC3.6 - Hidrolases que atuam em anidridos ácidos.
- EC3.7 - Hidrolases que atuam em ligações carbono-carbono.
- EC3.8 - Hidrolases que atuam em ligações halidas.
- EC3.9 - Hidrolases que atuam em ligações fósforo-nitrogênio.
- EC3.10 - Hidrolases que atuam em ligações enxofre-nitrogênio.
- EC3.11 - Hidrolases que atuam em ligações fósforo-carbono.
- EC3.12 - Hidrolases que atuam em ligações enxofre-enxofre.
- EC3.13 - Hidrolases que atuam em ligações carbono-enxofre.